# Vítor Paneira
Vítor Paneira, właśc. Vítor Manuel da Costa Araújo (ur. 16 lutego 1966 w Calendário) – portugalski piłkarz grający na pozycji prawego pomocnika.

## Kariera klubowa
Vítor Paneira piłkarską karierę rozpoczął w klubie FC Famalicão, w barwach którego w 1985 roku zadebiutował w drugiej lidze. Po dwóch latach gry w nim odszedł do FC Vizela. Grając w tym zespole został zauważony przez skautów Benfiki Lizbona i w 1988 roku przeszedł do stołecznego klubu. Tam wywalczył miejsce w podstawowym składzie. W 1989 roku wywalczył swoje pierwsze mistrzostwo kraju. W 1990 roku wystąpił z Benfiką w finale Pucharu Mistrzów, w którym portugalski klub uległ A.C. Milan 0:1. W sezonie 1990/1991 ponownie został mistrzem kraju, ale w europejskich pucharach nie osiągnął z Benfiką takiego sukcesu jak Pucharze Europy. W 1993 roku zdobył Puchar Portugalii, a w 1994 roku swoje ostatnie w karierze mistrzostwo kraju.
Latem 1995 Vítor Paneira odszedł z Benfiki na skutek kłótni z trenerem klubu Arturem Jorge. Jego nowym zespołem została Vitória SC. W Vitórii także był uważany za gwiazdę zespołu i w 1998 roku doprowadził ten klub do 3. miejsca w historii. W sezonie 1998/1999 wystąpił bez sukcesów w Pucharze UEFA, a z klubu odszedł po 4 latach gry w nim. Latem 1999 został piłkarzem Académiki Coimbra, w której spędził 2 lata grając w 2. lidze, a latem 2001 zdecydował się zakończyć piłkarską karierę w wieku 35 lat.
| Sezon   | Klub              | Kraj       | Rozgrywki     | Mecze | Bramki |
| ------- | ----------------- | ---------- | ------------- | ----- | ------ |
| 1985/86 | FC Famalicão      | Portugalia | Liga de Honra | ?     | ?      |
| 1986/87 | FC Famalicão      | Portugalia | Liga de Honra | ?     | ?      |
| 1987/88 | FC Vizela         | Portugalia | Liga de Honra | ?     | ?      |
| 1988/89 | SL Benfica        | Portugalia | SuperLiga     | 32    | 1      |
| 1989/90 | SL Benfica        | Portugalia | SuperLiga     | 26    | 3      |
| 1990/91 | SL Benfica        | Portugalia | SuperLiga     | 36    | 9      |
| 1991/92 | SL Benfica        | Portugalia | SuperLiga     | 29    | 0      |
| 1992/93 | SL Benfica        | Portugalia | SuperLiga     | 28    | 6      |
| 1993/94 | SL Benfica        | Portugalia | SuperLiga     | 32    | 6      |
| 1994/95 | SL Benfica        | Portugalia | SuperLiga     | 24    | 3      |
| 1995/96 | Vitória SC        | Portugalia | SuperLiga     | 30    | 5      |
| 1996/97 | Vitória SC        | Portugalia | SuperLiga     | 33    | 7      |
| 1997/98 | Vitória SC        | Portugalia | SuperLiga     | 33    | 2      |
| 1998/99 | Vitória SC        | Portugalia | SuperLiga     | 32    | 1      |
| 1999/00 | Académica Coimbra | Portugalia | Liga de Honra | 28    | 2      |
| 2000/01 | Académica Coimbra | Portugalia | Liga de Honra | 16    | 0      |

## Kariera reprezentacyjna
W 1987 roku Vítor Paneira wraz z młodzieżową reprezentacją Portugalii U-21 wziął udział w turnieju w Tulonie. W pierwszej reprezentacji zawodnik ten zadebiutował 12 października 1988 w zremisowanym 0:0 towarzyskim meczu ze Szwecją. W reprezentacji występował przez 7 lat i w tym okresie rozegrał 44 mecze i strzelił 4 gole. Swój ostatni mecz w kadrze Paneira rozegrał 29 maja 1996, a Portugalia wygrała 1:0 z Irlandią. Jeszcze w tym samym roku został powołany do kadry przez António Oliveirę na Euro 96, ale był jednym z tych zawodników, którzy nie zagrali na tym turnieju ani minuty.

## Kariera trenerska
Po zakończeniu kariery Vítor Paneira został trenerem. Prowadził m.in. Moreirense FC, FC Famalicão, Boavistę, Gondomar SC, CD Tondela czy Varzim SC.